# Certifiering
Certifiering är en standardiserad prövning, för utfärdande av ett certifikat eller intyg, som bland annat kan bestå av en licens, ett diplom eller yrkeslegitimation. Certifieringen kan utföras av ett organ, en juridisk eller fysisk person som skriftligen försäkrar att innehållet i ett dokument överensstämmer med verkligheten.
Certifiering kan utföras för personliga kunskaper eller färdigheter, eller för produkter, organisationer eller institutioner.

## Etymologi
Från tidigt 1300-tal genom från fornfranska certificat, certefiier, försäkra sig om, bevittna sanningen av. Från 1100-talets latin certificare, som bestyrker, att försäkra sig om, från latinets certus (jmfr eng certain). Tillsammans med roten facere, att göra, göra. Relaterade engelska ord certified; certifying.

## Certifiering av kunskaper
Certifiering av kunskaper kan ske genom tentamen eller andra prov.

## Certifiering enligt ISO-standard
En organisation kan certifiera sig enligt en ISO-standard för att intyga att de följer kraven i den standarden. Det kallas ibland ISO-certifiering men då det finns många ISO-standarder som organisationer kan certifiera sig mot är t.ex. certifiering enligt ISO 9001 eller certifiering enligt ISO 14001. mer korrekta uttryck. 